# Ельза Радзиня
Ельза Радзиня, повне ім'я Радзиня Ельза Янівна (латис. Elza Radziņa; (нар. 10 лютого 1917, Харків, Російська імперія — пом. 18 серпня 2005, Рига, Латвія) — радянська, латвійська акторка театру і кіно. Заслужена артистка Латвійської РСР (1956). Народна артистка Латвійської РСР (1967). Народна артистка СРСР (1976).

## Біографія
Народилась 10 лютого 1917 р. в Харкові. Працювала в Єлгавському (1945—1953) й Валміерському (1953–54) театрах, а з 1954 р. — в Театрі драми ім. А. Упіта.
У кіно зіграла близько сорока ролей. Яскрава характерна актриса.
Померла 18 серпня 2005 року в Ризі.

## Фільмографія
1. 1959: «Ілзе» — епізод
2. 1964: «Гамлет» — Гертруда, королева
3. 1965: «Клятва Гіппократа» — мати Іманта
4. 1966: «Едгар і Крістина» — мадам Аста
5. 1967: «Берег надії» (українська стрічка) — Мері Джонсон
6. 1967: «Генерал Рахімов» (українська стрічка) — Ольга Петрівна, військлікар
7. 1968: «Часи землемірів»  — Олініете
8. 1969: «Остання реліквія» — аббатиса
9. 1970: «Клав — син Мартіна» — Анце
10. 1970: «Республіка Воронячої вулиці» — мати Ельзи
11. 1970: «Король Лір» — Ґонерилья, дочка Ліра
12. 1970: «Слуги диявола» — Гертруда
13. 1971: «У тіні смерті» — дружина Зальги
14. 1971: «Танець метелика» — Анна
15. 1972: «Слуги диявола на чортовому млині» — Гертруда
16. 1973: «Вій, вітерець!» (Приз за найкращу жіночу роль Всесоюзного кінофестивалю в Тбілісі, 1972) — мати
17. 1973: «Олег і Айна» — мати Айни
18. 1973: «Як гартувалася сталь» (українська стрічка) — Ірина Олександрівна, редактор газети
19. 1975: «Напад на таємну поліцію» — господина Леїня
20. 1975: «Наперекір долі» — господиня
21. 1975: «У лещатах чорного раку» — мати Мари
22. 1976: «Фаворит» — тітка Дебб Пенн
23. 1976: «Смерть під вітрилом» — міссіс Тафтс
24. 1976: «Агент секретної служби» — Няга
25. 1978: «Театр» — Доллі Де Фріз
26. 1978: «Інспектор Гулл» — місис Сібіл Берлінг
27. 1980: «Сергій Іванович іде на пенсію» — Ірина Аркадіївна
28. 1983: «Таємниця „Чорних дроздів“» — Еффі Рамсботтом
29. 1984: «Останній візит» — місіс Чівер
30. 1985: «Ми звинувачуємо» (українська стрічка) — мати Пауерса
31. 1985: «Хлопчик-мізинчик» — придворна дама
32. 1987: «Фотографія з жінкою і диким кабаном» — Паула
33. 1987: «Майя і Пайя» — Лайма